# Lista över politiska partier i Indien
Detta är en lista över politiska partier i Indien.

## Politiska partier
- Akhil Bharatiya Gorkha League
- All India Forward Bloc
  - Utbrytare:
  - Democratic Forward Bloc
  - Forward Bloc (Socialist)
  - Marxist Forward Bloc
  - Sammangående:
  - All India Netaji Revolutionary Party
  - Forward Bloc (Socialist)
- All India Majlis-e-Ittehadul Muslimen
  - Utbrytare:
  - Majlis Bachao Tehreek
- All India Minorities Front
- All India Moovendar Munnani Kazhagam
- All India Tribes and Minorities Front
- All Jammu & Kashmir Patriotic Peoples Front
- Ambedkar National Congress
- Amra Bangalee
- Asom Gana Parishad
  - Utbrytare:
  - Trinamool Gana Parishad
- Backward Castes United Front
- Bahujan Kisan Dal
- Bahujan Samaj Party
  - Utbrytare:
  - Ambedkar Samaj Party
  - Bahujan Samaj Party (Ambedkar)
  - Bharti Lok Lehar Party
  - Democratic Bahujan Samaj Morcha
  - Jantantrik Bahujan Samaj Party
    - Utbrytare:
    - Kisan Mazdoor Bahujan Party

  - Loktantrik Bahujan Samaj Party
  - Sammangående:
  - Bahujan Samaj Party (Ambedkar)
  - Democratic Bahujan Samaj Morcha
- Bharatiya Gorkha Janashakti
- Bharatiya Janata Party
  - Utbrytare:
  - Bihar Vikas Party
  - Janhit Morcha
  - Jharkhand Disom Party
  - Sammangående:
  - Dhiravida Thelugar Munnetra Kazhagam
  - MGR Anna Dravida Munnetra Kazhagam
  - Rashtriya Janata Dal (Democratic)
- Bharatiya Kisan Kamgar Party
  - Vidareutveckling:
  - Rashtriya Lok Dal
- Bharatiya Manavata Vikas Party
- Bharatiya Minorities Suraksha Mahasangh
- Bundelkhand Mukti Morcha
- Chhattisgarh Mukti Morcha
- Communist Party of India
  - Utbrytare:
  - Communist Party of India - Marxist
    - Utbrytare:
    - All India Coordination Committee of Communist Revolutionaries
      - Vidareutveckling:
      - Communist Party of India (Marxist-Leninist)
        - Utbrytare:
        - Communist Party of India (Marxist-Leninist) Janashakti
        - Communist Party of India (Marxist-Leninist) (Kanu Sanyal)
        - Communist Party of India (Marxist-Leninist) Liberation
        - Communist Party of India (Marxist-Leninist) (Mahadev Mukherjee)
        - Communist Party of India (Marxist-Leninist) Naxalbari
        - Communist Party of India (Marxist-Leninist) New Democracy
        - Communist Party of India (Marxist-Leninist) People's War
        - Communist Party of India (Marxist-Leninist) Red Flag
        - Communist Party of United States of India
        - Communist Revolutionary League of India
        - Marxist-Leninist Committee
        - Provisional Central Committee, Communist Party of India (Marxist-Leninist)

    - Andhra Pradesh Coordination Committee of Communist Revolutionaries
      - Vidareutveckling:
      - Unity Centre of Communist Revolutionaries of India (Marxist-Leninist)

    - BTR-EMS-AKG Janakeeya Samskarika Vedi
    - Communist Marxist Party
    - Communist Party of Revolutionary Marxists
    - Janathipathiya Samrakshana Samithy
    - Marxist Communist Party of India
    - Orissa Communist Party

  - Krantikari Samyavadi Party
  - Lal Nishan Party
    - Utbrytare:
    - Lal Nishan Party (Leninvadi)

  - Revolutionary Communist Party of India
    - Utbrytare:
    - Real Communist Party of India
- Coorg National Council
- Dalit Makkal Munnetra Kazhagam
- Dravida Munnetra Kazhagam
  - Utbrytare:
  - All India Anna Dravida Munnetra Kazhagam
    - Utbrytare:
    - M.G.R. Anna D.M. Kazhagam

  - Dravida Peravai
- Dravida Vizhipunarchi Kazhagam
- Democratic Bharatiya Samaj Party
- Democratic Socialist Party
- Denzong Peoples Chogpi
- Ekta Shakti
- Ephraim Israel National Convention
- Ephraim Union
- Garo National Council
- Goa Su-Raj Party
- Golden India Party
- Gondvana Ganatantra Party
- Gorkha National Liberation Front
  - Utbrytare:
  - Gorkha National Liberation Front (C.K. Pradhan)
- Indian Christian Front
- Indian Federal Democratic Party
- Indian Justice Party
- Indian National Green Party
- Indian National Lok Dal
- Indian Union Muslim League
  - Utbrytare:
  - Indian National League
- Indigenous Nationalist Party of Tripura
  - Utbrytare:
  - National Socialist Party of Tripura
  - Sammangående:
  - Indigenous Peoples Front of Tripura
    - Sammangående:
    - Tripura Hill People's Party
    - Tripura Tribal National Conference

  - Tripura National Volunteers
  - Tripura Upajati Juba Samiti
    - Utbrytare:
    - Tripura Tribal National Conference
- Jammu & Kashmir National Conference
- Janata Dal
  - Utbrytare:
  - Biju Janata Dal
  - Janata Dal (Secular)
  - Janata Dal (United)
    - Sammangående:
    - Jharkhand Vikas Dal

  - Rashtriya Janata Dal
    - Utbrytare:
    - Rashtriya Janata Dal (Democratic)

  - Samajwadi Party
    - Sammangående:
    - Indian Ekta Party
    - Loktantrik Bahujan Samaj Party
- Jharkhand Mukti Morcha
- Kisan Mazdoor Mandal
- Kongresspartiet
  - Utbrytare:
  - Akhil Bharatiya Congress Dal
  - Akhil Bharatiya Lok Tantrik Congress
  - All India Indira Congress (Tiwari)
    - Utbrytare:
    - All India Indira Congress (Secular)

  - All India Trinamool Congress
    - Vidareutveckling:
    - Nationalist Trinamool Congress

  - Arunachal Congress
  - Bangla Congress
    - Utbrytare:
    - Biplobi Bangla Congress

  - Bharatiya Jan Congress
  - Congress Jananayaka Peravai
  - Goa People's Congress
  - Goa Rajiv Congress Party
  - Himachal Vikas Congress
  - Indian National Congress (Sheik Hassan)
  - Kerala Congress
    - Utbrytare:
    - Kerala Congress (Jacob)
    - Kerala Congress (Balakrishna Pillai)
    - Kerala Congress (Mani)

  - Nationalist Congress Party
    - Utbrytare:
    - Democratic Congress Party
    - Sammangående:
    - Bharatiya Jan Congress
    - Goa Rajiv Congress Party

  - Praja Party
  - Sikkim Congress (Revolutionary)
  - Sikkim Ekta Manch
    - Utbrytare:
    - Sikkim Janashakti Party

  - Tamil Maanila Congress
    - Utbrytare:
    - Puducherry Makkal Congress

  - Sammangående:
  - Goa People's Congress
  - Democratic Congress Party
  - Democratic Revolutionary Peoples Party
  - Haryana Republican Party
  - Himachal Vikas Congress
  - Kisan Mazdoor Bahujan Party
  - Sikkim Ekta Manch
  - Sikkim Janashakti Party
  - Sikkim Janata Parishad
  - Sikkim National Congress
    - Sammangående:
    - Rajya Praja Sammelan
    - Sikkim Swantantra Party
    - Sikkim Janata Congress
      - Sammangående:
      - Sikkim Janata Party
      - Sikkim State Congress
- Lok Bhalai Party
  - Utbrytare:
  - Dalit Kisan Dal
- Lok Jan Samta Party
- Lok Jan Shakti Party
- Maharashtrawadi Gomantak Party
- Manipur State Congress Party
- Maraland Democratic Front
- Marumalarchi Dravida Munnetra Kazhhagam
- Mizo National Front
- Nagaland Peoples Front
- Peasants' and Workers' Party of India
- Jammu & Kashmir People's Democratic Party
- Organization of Sikkimese Unity
- Pattali Makkal Katchi
- Rashtriya Lok Dal
- Republican Party of India
  - Utbrytare:
  - Bharipa Bahujan Mahasangha
  - Haryana Republican Party
- Revolutionary Socialist Party
  - Utbrytare:
  - Revolutionary Socialist Party (Bolshevik)
  - Socialist Unity Centre of India
  - Utbrytare:
    - Gana Abhiyan Orissa
- Samajwadi Janata Party (Rashtriya)
- Shiromani Akali Dal
  - Utbrytare:
  - Shiromani Akali Dal (Simranjit Singh Mann)
- Shiv Sena
- Sikkim Sangram Parishad
  - Utbrytare:
  - Sikkim Democratic Front
    - Utbrytare:
    - Nepali Bhutia Lepcha
- Sikkim Gorkha Party
- Sikkim Himali Rajya Parishad
- Sikkim National Party
- Sikkim Prajatantra Congress
- Tamizhaga Makkal Munnetra Kazhagam
- Telugu Desam Party
  - Utbrytare:
  - Anna Telugu Desam Party
  - NTR Telugu Desam Party (Lakshmi Parvathi)
  - Telangana Rashtra Samithi
- United Goans Democratic Party
  - Sammangående:
  - Gomant Lok Pokx
- Urs Samyuktha Paksha
- Vidarbha Rajya Party
- Vidarbha Vikas Party
- West Bengal Socialist Party